# Regio VI Umbria et Ager Gallicus
La Regio VI, llamada Umbria o Umbria et Ager Gallicus, es una de las regiones en las que el emperador Augusto subdividió Italia en el siglo I a. C.; posteriormente, a partir del año 292, con motivo de las reformas de Diocleciano de la administración imperial, la parte occidental de la Regio VI se unificó con la Regio VII Etruria para formar la subdivisión de Tuscia et Umbria, mientras que la parte oriental de la Regio VI se unió a la Regio V Picenum para formar Flaminia et Picenum.

## Denominación
La Regio VI se conoce como Umbría o como Umbría y Ager Gallicus, ya que en ella se incluyeron dos territorios distintos: la parte de la actual Umbría ubicada al este del río Tíber, con las ciudades actuales de Terni, Narni, Spoleto, Foligno, Asís, Gubbio y Città di Castello, y el Ager Gallicus, también conocido como Ager Gallicus Picenus, territorio que los romanos habían conquistado a los galos senones, y que estos últimos, anteriormente, habían invadido y poblado mezclándose con el pueblo itálico de los picenos. 
El Ager Gallicus corresponde a la parte septentrional de la actual región italiana de las Las Marcas, en su parte situada al norte del río Esino. La parte occidental de la actual 
Umbría, ubicada al oeste del Tíber, fue incluida en Etruria.

## Territorio
El territorio de esta regiio corresponde sólo parcialmente a la región actual de Umbría, ya que la llamada "Etruria tiberina", es decir, el territorio del margen derecho del Tíber (Perugia, Orvieto, etc.), no estaba incluida en ella. En cambio, incluye una parte de la actual región de Las Marcas, al norte del río Esino, correspondiente al Ager Gallicus, junto con algunas áreas de la actual Romaña (por ejemplo, Sarsina) y Toscana (por ejemplo, Sestino). La ciudad de 
Ariminum (Rimini), una colonia de derecho latino desde el 268 a. C., a pesar de estar en el extremo norte de Ager Gallicus, no fue excluida de la Regio VI e incluida por Augusto en la Regio VIII Aemilia.
Una descripción del territorio de la Regio VI presente en la Naturalis Historia de Plinio el Viejo, con la lista de ciudades que con sus territorios constituyeron la región:

"Agregaremos a esto la sexta región que incluye Umbría y el territorio de los galos en este lado de Rimini".
(Plinio el Viejo, Naturalis Historia, III, 112; Traducción de G. Ranucci en GB Conte (editado por), Cayo Plinio Segundo. Historia Natural I. Cosmología y geografía. Libros 1-6, Turín 1982)